# 1706

## Родени
- 17 януари – Бенджамин Франклин, американски общественик

## Починали
- 27 февруари – Джон Ивлин, английски писател
- 3 март – Йохан Пахелбел, немски композитор
- 28 декември – Пиер Бейл, френски философ